# Pedro Arispe
Pedro Arispe, född 30 september 1900 i Montevideo, död 4 maj 1960 i Montevideo, var en uruguayansk fotbollsspelare.
Arispe blev olympisk guldmedaljör i fotboll vid sommarspelen 1928 i Amsterdam.